# アセベイア
アセベイア（希: ἀσέβεια）とは、古代ギリシアにおける犯罪の1つであり、「（国家が信奉する）神を冒涜した罪」のことを指す。涜神(罪)（とくしん(ざい)）、不敬神（ふけいしん）、不敬虔（ふけいけん）などと訳される。対義語はエウセベイア（希: εὐσέβεια、敬神、敬虔）。
ソクラテスを刑死に追いやった罪として知られる（ソクラテスの弁明）。